# Gennaro Papa
Gennaro Papa (Montesarchio, 23 marzo 1925 – Benevento, 31 dicembre 2018) è stato un politico e avvocato italiano.
Laureatosi in Giurisprudenza nel 1948 a Napoli sotto la guida di Giovanni Leone, nel dopoguerra divenne Segretario Provinciale della Gioventù Liberale mentre nel 1951 fu nominato Segretario Provinciale del PLI sannita e nel 1952 consigliere e assessore comunale a Montesarchio,
Nel 1961, subentrò nella carica di Deputato al posto di Raffaele De Caro improvvisamente scomparso in quello stesso anno e col quale aveva un saldo rapporto di amicizia e collaborazione, Dopo il primo mandato di Segretario Provinciale PLI durato fino al 1978, ne ricoprì un secondo nel triennio 1984-1987, mentre al Governo - nella III, IV e VI Legislatura della Repubblica - presentò oltre quaranta progetti di legge e pronunciò sessantotto rilevanti interventi, distinguendosi altresì come componente della IX Commissione lavori pubblici (1961), IV Commissione Giustizia (1962 - 1968 - 1972), Commissione parlamentare d'inchiesta sul fenomeno della mafia in Sicilia (1969), Commissione parlamentare per le questioni regionali (1972) e Commissione parlamentare per il parere al governo sull'emanazione del nuovo testo del Codice di Procedura Penale (1974).
Durante la VI Legislatura fu inoltre Segretario dell’Ufficio di Presidenza della Camera dal 1972 al 1975 e, nel II Governo Andreotti, Sottosegretario di Stato all'Industria, Commercio e Artigianato (giugno 1972- luglio 1973), mentre dal 1963 al 1987 tenne la carica di Vicepresidente del PLI nonché componente della direzione centrale.
Collaboratore di giornali e riviste, nel 1976 diresse il periodico «Messaggero Liberale» e nel 1982 «La Nuova Democrazia», senza tuttavia mai trascurare il costante e vivo interesse per il natio Sannio ove tenne la carica di sindaco di Montesarchio dal 1970 al 1972 e successivamente nel biennio 1987-1989.
È altresì autore di varie opere.